# Heterochelus trunculus
Heterochelus trunculus är en skalbaggsart som beskrevs av Hermann Burmeister 1855. Heterochelus trunculus ingår i släktet Heterochelus och familjen Melolonthidae. Inga underarter finns listade i Catalogue of Life.